# الكلية التربوية المفتوحة (العراق)
الكلية التربوية المفتوحة  هي مؤسسة أكاديمية في وزارة التربية، تأسست بموجب القانون المرقم 169 لسنة 1998م، تمنح شهادة بكالوريوس تعليمي تُعادل شهادة البكالوريوس التي تمنحها الجامعات العراقية التابعة لوزارة التعليم العالي والبحث العلمي. تعمل الكلية على تطوير قطاع التعليم الابتدائي من خلال إعداد معلمين جامعيين اكفاء لهم مقدرة علمية وتربوية تؤهلهم للنهوض بواقع التعليم في العراق.

## الأهداف
1. تنفيذ استراتيجية وزارة التربية لتطوير المعلمين في قطاع التعليم الابتدائي.
2. الاسهام في تطوير نوعية التعليم باستخدام الوسائل والتقنيات الحديثة.
3. الاسهام في رفع المستوى العلمي للمعلين وإعداد ملاكات تعليمية متخصصة كفؤة للدارسين من خلال استيعاب التجديدات التربوية والدورات في المجالات المختلفة.
4. استيعاب الطلب المتزايد للدراسة في مؤسسات وزارة التعليم العالي والبحث العلمي.

## الأقسام
1. قسم التربية الإسلامية
2. قسم اللغة العربية
3. قسم اللغة الإنجليزية
4. قسم الاجتماعيات (تاريخ – جغرافية).
5. قسم التربية الفنية
6. قسم التربية البدنية وعلوم الرياضة.
7. قسم الرياضيات.
8. قسم العلوم
9. قسم الإرشاد النفسي والتوجيه التربوي (التربية الخاصة)
10. قسم العلوم التربوية والنفسية.
11. فروع أخرى:
  1. فرع رياض الأطفال
  2. فرع معلم الصفوف الأولية
  3. فرع الإدارة التربوية ( يُقبل في هذا الفرع مدراء المدارس والمعاونين).

## المراكز الدراسية[1]
1. مركز الرصافة / الوزيرية
2. مركز الكرخ / حي العدل
3. مركز البصرة
4. مركز ميسان
5. مركز المثنى
6. مركز الانبار
7. مركز ديالى
8. مركز النجف
9. مركز كربلاء
10. مركز بابل
11. مركز القادسية
12. مركز كركوك
13. مركز صلاح الدين
14. مركز واسط
15. مركز ذي قار
16. مركز نينوى
17. مركز الفلوجة

## الفئات
يُقبل في الكلية كل من يحمل صفة معلم (حاصل على شهادة دبلوم) ومستمر في الخدمة وهم:
1. المعلم في وزارة التربية.[3]
2. المعلم في الوقفين الشيعي والسني.
3. المعلم في وزارة العمل والشؤون الاجتماعية.
4. المعلم في المدارس المهنية، والجهاز التنفيذي لمحو الامية.

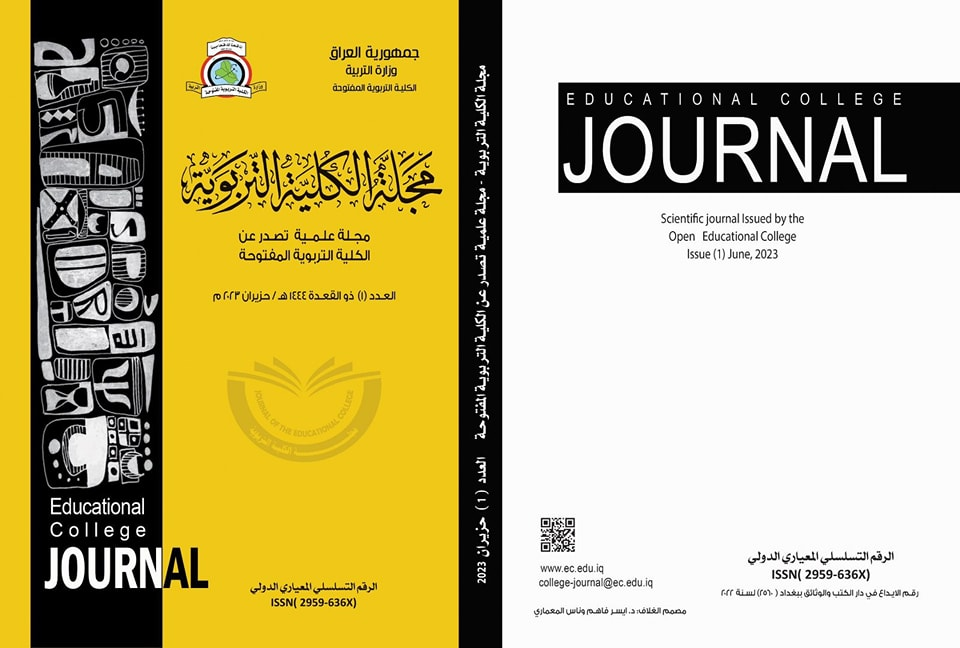
مجلة الكلية التربوية المفتوحة

1. المعلم في المدارس الاهلية.
2. المعلم بصفة محاضر أو عقد.

## المنهج الدراسي
تعتمد الكلية في مناهجها الدراسية من حيث الساعات والوحدات ما يتم اقراره من قبل لجنة عمداء كليات التربية الأساسية في الجامعات العراقية من خلال توأمة منهاجها الدراسية للاقسام كافة مع مناهج كليات التربية الأساسية.

## شهادة الكلية
تَمنح الكلية شهادة البكالوريوس في الاختصاصات التربوية على وفقاً لقرار تأسيسها الذي نص على ان الكلية تمنح: «شهادة جامعية أولية المعادلة للشهادة الجامعية الأولية التي تمنحها الجامعات العراقية الحكومية».
ويتمتع المتخرج منها بجميع الحقوق والامتيازات المترتبة على ذلك وفق المادة اولاً من قانون تأسيس الكلية، وكما جاء في كتاب وزارة التعليم العالي والبحث العلمي ذي العدد ( 25700) في 26 سبتمبر 2011، الذي أكد ان الشهادة الممنوحة من الكلية التربوية المفتوحة معادلة للشهادة الجامعية الأولية التي تمنحها الجامعات العراقية الحكومية من حيث الحقوق والامتيازات.

## الدراسات العليا
سمحت وزارة التعليم العالي والبحث العلمي لخريجي الكلية التربوية المفتوحة ممن اكملوا المقاصة العلمية بالتقديم للدراسات العليا في الجامعات العراقية كافة خلال العام الدراسي 2023/2024.